# Karl Davydov
Karl Juljevič Davydov, rusky Карл Юльевич Давидов (*1838 Kuldīga – †1889 Moskva), byl ruský violoncellista. Byl také skladatelem, hlavně pro violoncello. Jeho jméno se objevuje v různých podobách: Davydov, Davidoff, Davidov a další, přičemž jeho křestní jméno se někdy píše jako Charles nebo Carl.

## Život
Davydov se narodil v židovské rodině v Kuronsku jako syn lékaře. Jeho starší bratr August Davidov byl známý matematik a pedagog a jeho synovec Alexej Davidov se také stal violoncellistou a skladatelem, kromě toho byl obchodníkem.
V mládí Davydov studoval matematiku na Petrohradské univerzitě a poté se věnoval kariéře skladatele, studoval u Moritze Hauptmanna na konzervatoři v Lipsku. V roce 1850 se stal violoncellovým sólistou na plný úvazek, přičemž pokračoval ve skládání. V roce 1863 přijal místo profesora violoncella na konzervatoři v Petrohradě a následně se v roce 1878 stal ředitelem. V roce 1886 ho skandál vyhnal z funkce a ředitelem se stal Anton Rubinstein. Měl mnoho studentů, včetně Alexandra Veržbiloviče.
Měl v úmyslu napsat operu na téma Mazeppa. Viktor Burenin napsal libreto pro tento účel v roce 1880, ale když se Davydov ukázal jako neschopný najít čas na skládání, Burenin nabídl libreto Čajkovskému. Přestože se Karl Davydov dobře znal s Čajkovským, nebyl příbuzný s knížaty Davydovovými, ruskými pravoslavnými, za které se provdala Čajkovského sestra Alexandra.
Davydov se znal s řadou špičkových skladatelů, hudebníků a šlechty. V roce 1870 hrabě Wilhorsky, mecenáš umění, daroval Davydovovi violoncello (stradivárky) z roku 1712. Několik skladatelů mu věnovalo díla, zejména Čajkovský Cappricio Italien a Anton Arenskij první klavírní trio.
Davydov pokračoval v sepsání své stále oblíbené učebnice „violoncellové školy“, etud a techniky, dokončené v roce 1888, přičemž vzal v úvahu fyzická omezení pro rozvoj možností jak v ruce smyčce, tak ve hře ve vysokých registrech. Davydov zemřel v Moskvě dne 26. února 1889.

## Dílo (výběr)
- Opus 5, violoncellový koncert č. 1 h moll (1859)
- Opus 6, Souvenir de Zarizino: 2 salonní skladby (Nocturne – Mazurka) pro violoncello a klavír
- Opus 7, Fantasie z ruské lidové písně pro violoncello a orchestr
- Opus 9, 3 Pièces caractéristiques pro violoncello a klavír
- Opus 11, Koncert Allegro a moll pro violoncello a orchestr nebo violoncello a klavír
- Opus 14, Violoncellový koncert č. 2 a moll (1863) (1860?)
- Opus 16, 3 Salonní skladby pro violoncello a klavír
- Opus 17, Souvenirs d'Oranienbaum (Adian – Barcarolle)
- Opus 18, Violoncellový koncert č. 3 D dur (1868)
- Opus 20, 4 skladby pro violoncello a klavír
- Opus 23, Romance sans Paroles G dur
- Opus 25, Balada pro violoncello a orchestr nebo klavír G dur (1875)
- Opus 30, 3 salonní skladby
- Opus 31, violoncellový koncert č. 4 e moll (1878)
- Opus 35, Smyčcový sextet
- Opus 37, Suite pour l'orchestre (Suita pro orchestr)
- "Poltawa", Opera podle Puškina (1876, nedokončená)
- Hymnus pro 10 violoncell a perkusi
- Opus 40, kvintet pro klavír a smyčce g moll (1884)